# Szare Skały
Szare Skały (niem. Mordstein, 480 m n.p.m.)  –  urwisko skalne w Karkonoszach.
Granitowe skały położone na prawym brzegu Kamiennej. Do 1945 były pomnikiem przyrody.

## Szlaki turystyczne
U podnóża skały biegnie szlak turystyczny:
- niebieski Piechowice - Wodospad Szklarki[1].